# 箕面隧道 (新名神高速公路)

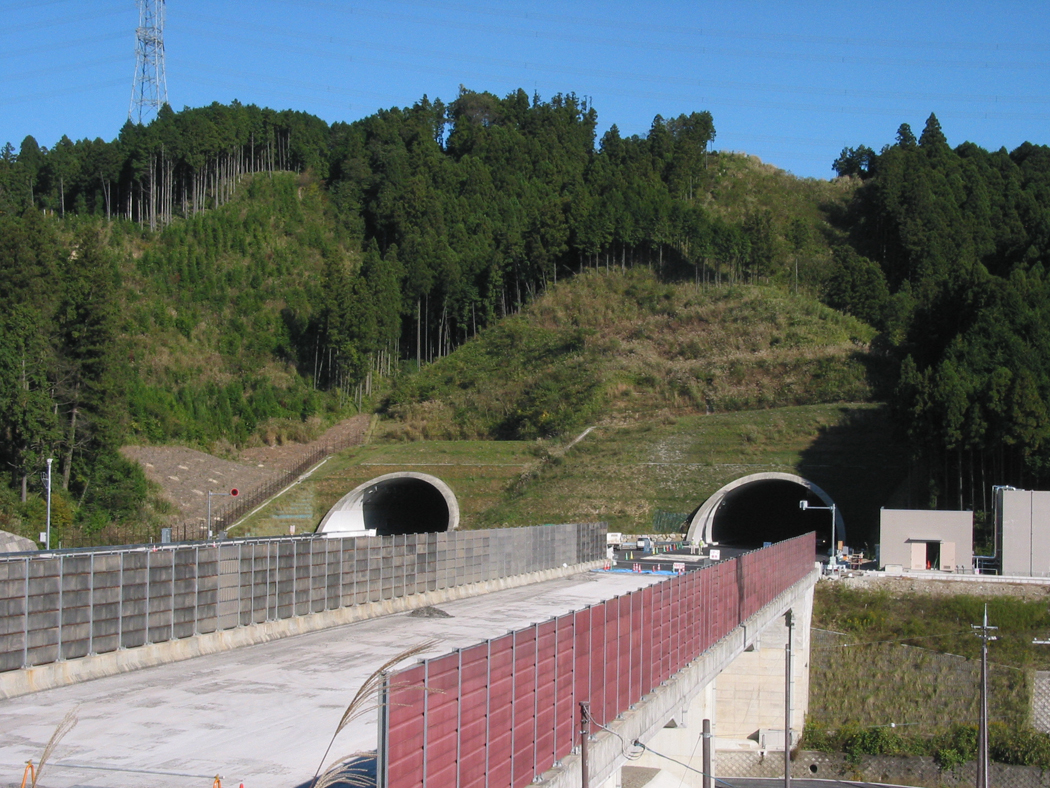
施工中的西侧隧道口

箕面隧道（日语：／ Mino Tonneru）是日本的一座高速公路双洞隧道，位于新名神高速公路（E1A）上的龜山西JCT至甲賀土山IC区间，穿越三重县亀山市与滋贺县甲賀市之间的鈴鹿山脈安楽峠，上行线长4997米，下行线长4982米，2016年12月3日洞通。隧道随高速在2017年12月10日建成通车，是新名神高速公路上最长的隧道，第二名是野登隧道（4137米），第三名是铃鹿隧道（4005米）。